# Mahmoud Dahoud
Mahmoud Dahoud (født 1. januar 1996) er en tysk-syrisk fodboldspiller, som spiller for Bundesliga-klubben Eintracht Frankfurt.

## Klubkarriere

### Borussia Mönchengladbach
Dahoud begyndte sin karriere hos Borussia Mönchengladbach, og fik sin førsteholdsdebut den 28. august 2014. Efter at han gjorde sin Bundesliga debut, blev Dahoud den første spiller født i Syrien til at spille i Bundesligaen. Han fik en større role i 2015-16 sæsonen, og scorede sit første mål den 23. september 2015 imod Augsburg.
Før 2016-17 var der store bud fra flere storklubber i Europa på Dahoud, herunder Liverpool og PSG, men Gladbach afviste dem. Utilfreds med dette, nægtede han at forlænge sin kontrakt med Gladbach, og i marts 2017 blev det annonceret at Dahoud ville skifte Borussia Dortmund.

### Borussia Dortmund
Dahoud fik sin Dortmund debut den 6. august 2017 i et nederlag til Bayern München. Han skulle vente længe for sit debutmål, som kom den 26. august 2018.
Dahoud havde en svær 2018-19 sæson, da han faldt bag Thomas Delaney og Axel Witsel som fortrukken midtbanespiller. 2019-20 var lige svær, da han døjede med skader, og kun spillede 14 kampe i sæsonen. Han startede på banen, og assisterede det første mål, da Dortmund vandt DFB-pokalen den 13. maj 2021 over RB Leipzig.
I maj 2023 annoncerede Dortmund, at Dahoud ville forlade klubben ved kontraktudløb ved sæsonens udgang.

### Brighton & Hove Albion
I juni 2023 blev det annonceret, at Dahoud ville skifte til Brighton & Hove Albion på en fri transfer efter hans kontraktudløb i Dortmund.

#### Leje til Stuttgart
Dahoud blev i februar 2024 udlejet til VfB Stuttgart for resten af sæsonen.

### Eintracht Frankfurt
Dahoud skiftede i august 2024 til Eintracht Frankfurt på en permanent transfer.

## Landsholdskarriere

### Tyskland
Dahoud har repræsenteret Tyskland på flere ungdomsniveauer. Han var med i truppen, da Tyskland vandt U/21-EM i 2017.
Han fik sin seniordebut for det tyske landshold den 7. oktober 2020 i en venskabskamp imod Tyrkiet.

### Syrien
Eftersom at Dahoud kun have repræsenteret Tyskland i venskabskampe, så kunne stadig skifte til at repræsentere Syrien, og i marts 2024 annoncerede han, at han ville skifte til at repræsentere hans fødeland. Han endte dog ikke med at spille for landsholdet, da han få timer inden han skulle spille sin første kamp, forlod landsholdslejeren som resultat af uenigheder mellem det syriske fodboldforbund og hans agent.

## Privat
Dahoud blev født i Amuda, en by i det nordlige Syrien. Han flyttede med sin familie til Tyskland da han var kun få måneder gammel.

## Titler
Borussia Dortmund
- DFB-Pokal: 1 (2020-21)
- DFL-Supercup: 1 (2019)

Tyskland U/21
- U/21-Europamesterskabet: 1 (2017)